# Estado Islâmico (Sinai)
Estado Islâmico — Província do Sinai (Wilayat Sayna) é um dos ramos do grupo jihadista salafita Estado Islâmico do Iraque e do Levante (Daesh), que opera no Egito, na península do Sinai. O grupo foi formado em 13 de novembro de 2014 após membros do Ansar Bait al-Maqdis (ABM) jurarem lealdade ao Estado Islâmico. 

## Histórico
Durante 2014, o Ansar Bayt al-Maqdis enviou emissários para o Estado Islâmico na Síria para buscar apoio financeiro, armas e conselhos táticos.  Em 10 de novembro de 2014, muitos membros do Ansar Bayt al-Maqdis fizeram um juramento de fidelidade a Abu Bakr al-Baghdadi, líder de Estado Islâmico,  adotaram o nome Província do Sinai  e desde então tem realizado ataques, principalmente no Sinai do Norte, mas também em outras partes do Egito.  Não obstante o grupo já matou centenas de agentes de segurança egípcios, e também tem sido responsável por ataques a civis, incluindo o assassinato do engenheiro croata Tomislav Salopek. 
Em 1 de julho de 2015, o grupo lançou um ataque em grande escala em torno da cidade de Sheikh Zuweid, no Sinai, que acabou sendo rechaçado pelas forças de segurança egípcias depois de pelo menos 100 militantes e 17 soldados serem mortos nos combates.  De acordo com Brian Fishman da New America Foundation, as táticas usadas pelos agressores — bombistas suicidas apoiados por fogo direto e indireto, disparos de morteiro em combinação com armas pequenas e ataques simultâneos em vários locais — sugeriram uma transferência de conhecimento dos combatentes do Estado Islâmico no Iraque e Síria.  O grupo afirmou ter disparado três foguetes BM-21 Grad do Sinai ao sul de Israel perto da Faixa de Gaza. Dois ataques com foguetes foram confirmados em Eshkol. Ninguém ficou ferido e nenhum dano foi feito.  Em 16 de julho de 2015, o grupo assumiu a responsabilidade pelo lançamento de um foguete em um barco de patrulha da marinha egípcia ao longo da costa norte do Sinai e perto da Faixa de Gaza. 
O grupo reivindicou a responsabilidade pela derrubada do avião russo Voo Metrojet 9268, transportando 224 passageiros, que voava para São Petersburgo a partir de Sharm el-Sheikh em 31 de outubro de 2015, quando caiu sobre Hasna (Egito), matando todos a bordo.  Dados obtidos das caixas-pretas do avião deram credibilidade à ideia de que houve um atentado a bomba.  Em 17 de novembro de 2015, o presidente russo Vladimir Putin confirmou que um ataque a bomba derrubou a aeronave. 
Um dos líderes do grupo, Ashraf Ali Hassanein Gharabali, foi baleado e morto em um tiroteio com as forças de segurança egípcias no Cairo em 10 de novembro de 2015. O Ministério do Interior egípcio vinculou Gharaballi a uma série de ataques, incluindo uma tentativa de assassinato contra o Ministro do Interior. 